# Kỳ Hà
Kỳ Hà là một xã thuộc thị xã Kỳ Anh, tỉnh Hà Tĩnh, Việt Nam.

## Địa lý
Xã Kỳ Hà nằm ở phía đông thị xã Kỳ Anh, có vị trí địa lý:
- Phía đông giáp phường Kỳ Ninh và phường Kỳ Trinh
- Phía tây giáp huyện Kỳ Anh
- Phía nam giáp phường Hưng Trí và phường Kỳ Trinh
- Phía bắc giáp phường Kỳ Ninh.

Xã Kỳ Hà có diện tích 10,06 km², dân số năm 2024 là 8.896 người, mật độ dân số đạt 884 người/km².
Sông Nhà Lê, Sông Trí và Sông Quyến chảy qua xã.

## Lịch sử
Từ xa xưa trên địa bàn xã này có tuyến kênh Nhà Lê nối từ  kinh đô Hoa Lư đến Đèo Ngang đi qua, là tuyến đường thủy đầu tiên trong lịch sử Việt Nam và được coi là tuyến đường Hồ Chí Minh trên sông vì những đóng góp cho các cuộc chiến tranh của người Việt.
Ngày 23 tháng 2 năm 1977, Phủ Thủ tướng ban hành Quyết định số 619/QĐ-VP18 về việc thành lập xã Kỳ Hà thuộc huyện Kỳ Anh trên cơ sở một phần của xã Kỳ Hải.
Ngày 10 tháng 4 năm 2015, Ủy ban Thường vụ Quốc hội ban hành Nghị quyết số 903/NQ-UBTVQH13 về việc thành lập thị xã Kỳ Anh thuộc tỉnh Hà Tĩnh trên cơ sở một phần diện tích và dân số của huyện Kỳ Anh. Xã Kỳ Hà trực thuộc thị xã Kỳ Anh.